# Монте Сан Ђулијано (Кјети)
Монте Сан Ђулијано (итал. Monte San Giuliano) је насеље у Италији у округу Кјети, региону Абруцо.
Према процени из 2011. у насељу је живело 49 становника. Насеље се налази на надморској висини од 747 м.